# Hippolyte holthuisi
Hippolyte holthuisi is een garnalensoort uit de familie van de Hippolytidae. De wetenschappelijke naam van de soort is voor het eerst geldig gepubliceerd in 1953 door Zariquiey Álvarez.